# جوشوا بارثولوميو
جوشوا بارثولوميو (بالإنجليزية: Joshua Bartholomew)‏ مواليد 30 يوليو 1984 في أونتاريو، كندا، هو مغني وكاتب غنائي وموسيقي ومغن مؤلف ومنتج أسطوانات وملحن كندي بدأ مسيرته الفنية عام 2005.

## وصلات خارجية
- جوشوا بارثولوميو على موقع IMDb (الإنجليزية)

- الموقع الإلكتروني